# Jason Niblett
Jason Niblett (* 18. Februar 1983 in Horsham) ist ein ehemaliger australischer Bahnradsportler und zweifacher Junioren-Weltmeister. Seit 2013 arbeitet er als Radsporttrainer.

## Sportliche Laufbahn
2000 (mit Ryan Bayley und Mark Renshaw) und 2001 (mit Kial Stewart und Mark French) wurde Jason Niblett, ein Spezialist für Kurzzeitdisziplinen auf der Bahn, jeweils Junioren-Weltmeister im Teamsprint. 2004 belegte er in derselben Disziplin den ersten Platz der Elite bei den Ozeanien-Spielen in Melbourne (mit Ben Kersten und Shane Kelly). Im Jahr darauf wurde er australischer Meister im Teamsprint (mit Kelly und Joel Leonard).
Beim Weltcuprennen 2008 in Melbourne siegte das australische Trio im Teamsprint (mit Daniel Ellis und Scott Sunderland). 2009 wurde Jason Niblett Australischer Meister im Sprint.
Im April 2010 wurde Niblett die besondere Auszeichnung zuteil, als einer von fünf ausländischen Bahnsprintern zur japanischen Keirin-Serie eingeladen zu werden und absolvierte die Rennen in Japan erfolgreich. Im selben Jahr gewann er bei den Commonwealth Games die Goldmedaille im Teamsprint. 2013 beendete Niblett seine Laufbahn als Radrennfahrer mit einem Sieg beim Austral Wheel Race.
2014 startete Jason Niblett als Pilot im Tandemrennen mit dem sehbehinderten Radsportler Kieran Modra bei den UCI-Paracycling-Bahnweltmeisterschaften; das Duo errang jeweils die Silbermedaille im Sprint sowie im Zeitfahren.

## Werdegang als Trainer
Nach dem Ende seiner aktiven Laufbahn als Radsportler begann Jason Niblett, als Trainer zu arbeiten, zunächst beim  South Australian Sports Institute. Anlässlich der Paralympics 2016 in Rio de Janeiro betreute er die australischen Tandemfahrer. 2016 erhielt er einen vierjährigen Vertrag der Japan Cycling Federation, um gemeinsam mit dem französischen Trainer Benoît Vétu die japanischen Kurzzeit-Radsportler auf die Olympischen Spiele 2020 in Tokio vorzubereiten. Dafür zog er mit Frau und Kindern nach Japan.

## Erfolge
2000
- Junioren-Weltmeister – Teamsprint (mit Ryan Bayley und Mark Renshaw)

2001
- Junioren-Weltmeister – Teamsprint (mit Kial Stewart und Mark French)

2004
- Ozeanienspiele – Teamsprint (mit Ben Kersten und Shane Kelly)

2005
- Australischer Meister – Teamsprint (mit Shane Kelly und Joel Leonard)

2006
- Ozeanienspiele – Sprint, Teamsprint (mit Mark French und Daniel Ellis)

2008
- Bahnrad-Weltcup in Melbourne – Teamsprint (mit Scott Sunderland und Daniel Ellis)

2009
- Australischer Meister – Teamsprint (mit Shane Perkins und Joel Leonard)

2010
- Commonwealth Games – Teamsprint (mit Daniel Ellis und Scott Sunderland)

2011
- Weltmeisterschaft – Teamsprint (mit Daniel Ellis und Matthew Glaetzer)
- Panamerikameisterschaft – Teamsprint (mit Daniel Ellis und Peter Lewis)

2014
- Paracycling-Weltmeisterschaft – Tandemrennen: Sprint, Zeitfahren (als Pilot von Kieran Modra)